# پروسینولول
پروسینولول (انگلیسی: Procinolol) یک آنتاگونیست گیرنده بتا آدرنرژیک است، ابن داروها گروهی از داروهایی هستند که تپش قلب و فشار خون را کاهش می‌دهند.